# Jorgo
Jorgo (en mongol: Хорго) es un volcán extinto en la provincia de Arjangai, en Mongolia. Está situado en la vertiente norte de las montañas Jangái. El Jorgo se encuentra al este del lago Terjin Tsagan Nuur y juntos son el núcleo del parque nacional Jorgo-Terjin Tsagan Nuur. Una característica geológica notable es la solidificación de las burbujas de lava, que los lugareños han denominado "yurtas de basalto".